# Kanton Vincennes
Kanton Vincennes is een kanton van het Franse departement Val-de-Marne. Kanton Vincennes maakt deel uit van het arrondissement  Nogent-sur-Marne. Het heeft een oppervlakte van 2,83 km² en telt 63.359 inwoners in 2017, dat is een dichtheid van 22.388 inwoners/km².

## Gemeenten
Het kanton Vincennes werd opgericht bij de herindeling van de kantons door het decreet van 17 februari 2014, met uitwerking in maart 2015, en omvat volgende gemeenten: 
- Vincennes (hoofdplaats): het westelijk deel
- Saint-Mandé